# Four Bears Village (Dakota del Norte)
Four Bears Village es un lugar designado por el censo ubicado en el condado de McKenzie en el estado estadounidense de Dakota del Norte. En el censo de 2010 tenía una población de 517 habitantes y una densidad poblacional de 192,49 personas por km².

## Geografía
Four Bears Village se encuentra ubicado en las coordenadas 47°59′13″N 102°35′38″O / 47.98694, -102.59389. Según la Oficina del Censo de los Estados Unidos, Four Bears Village tiene una superficie total de 2.69 km², de la cual 2.69 km² corresponden a tierra firme y (0%) 0 km² es agua.

## Demografía
Según el censo de 2010, había 517 personas residiendo en Four Bears Village. La densidad de población era de 192,49 hab./km². De los 517 habitantes, Four Bears Village estaba compuesto por el 2.13% blancos, el 0% eran afroamericanos, el 96.32% eran amerindios, el 0.19% eran asiáticos, el 0% eran isleños del Pacífico, el 0.77% eran de otras razas y el 0.58% pertenecían a dos o más razas. Del total de la población el 1.93% eran hispanos o latinos de cualquier raza.